# Shaolin Kungfu
Shaolin Kungfu (en chino: 少林功夫) es el estilo de Kungfu (o arte marcial) desarrollado originalmente en el Monasterio de Shaolin de China. Tiene una historia de 1500 años y desde entonces ha derivado en varios estilos como Hung Gar, Wing Chun, Choy Li Fut y muchos otros.

## Historia

### El Templo Shaolin
El nombre Shaolin es mágico para muchas personas en todo el mundo, artistas marciales y buscadores espirituales. El templo fue glorificado y rodeado por el misterio durante siglos en China, e incluso hoy es un centro legendario conocido en todo el globo, gracias al cine y la televisión. Desde su fundación en el año 495 de nuestra era, los emperadores de cada dinastía China han considerado al Templo Shaolin como su Templo Imperial. Allí, los emperadores rezaban por el bienestar del pueblo. También fue el lugar de nacimiento del Budismo Zen (禪 Chán). Todas las escuelas conocidas en la actualidad de Zen, tienen su origen en el Monasterio Shaolin.
Con el paso del tiempo, el Templo Shaolin se convirtió en el centro de la elite china: generales, maestros de artes marciales, poetas y pintores clásicos, calígrafos, médicos, eruditos y buscadores espirituales. En su punto álgido, había 2000 monjes en el Templo de la provincia Songshan. Estos monjes pertenecían a cuatro categorías: administradores, estudiosos, trabajadores y guerreros. Cientos de años después, se construyó un Segundo Templo Shaolin en la provincia de Fujian en el sur de China. A pesar de que era más pequeño que su hermano mayor del norte, en la provincia de Foshan, este Templo jugó un papel importante en el desarrollo y propagación del Kungfu Shaolin.

### El final de Shaolin
La dinastía Qing en China (1644-1911) fue un periodo de caos, especialmente durante el siglo XIX cuando el control gubernamental se debilitó. La prosperidad se acabó. China sufrió problemas sociales y económicos graves además de un aumento de población espectacular. Había millones de personas insatisfechas con el gobierno. Aunque se sucedieron las rebeliones por toda China, el Templo Shaolin del Sur tenía la reputación de ser un foco revolucionario. En un esfuerzo para aplastar la creciente revuelta, el ejército Qing atacó y quemó el Monasterio Shaolin del Sur hacia la mitad del siglo XIX. Solo los monjes Shaolin más hábiles pudieron escapar del ataque.